# جان دیوید کپوتو
جان دیوید کپوتو (انگلیسی: John David Caputo) (زادهٔ ۲۶ اکتبر ۱۹۴۰) فیلسوف آمریکایی و صاحب کرسی توماس جی واتسون در دانشگاه سیراکیوز و کرسی دیوید آر کوک در دانشگاه ویلانوا است.  کپوتو اصلی‌ترین شخصیت مسیحیت پست مدرن  و فلسفه دین قاره‌ای و بنیانگذار جنبش الهیاتی است که به الهیات ضعف خدا معروف است.  بیشتر کارهای کاپوتو بر هرمنوتیک ، پدیدارشناسی، ساختارشکنی و الهیات متمرکز است.

## فعالیت دانشگاهی
کاپوتو مدرک کارشناسی خود را در سال 1962 از دانشگاه لا سال ، کارشناسی ارشد خود را در سال 1964 از دانشگاه ویلانوا و دکترای خود را در فلسفه در سال 1968 از کالج برین ماور دریافت کرد.
کاپوتو متخصص فلسفه قاره‌ای معاصر است که تخصص خاصی در پدیدارشناسی ، هرمنوتیک و ساختارشکنی دارد. در طول سال‌ها، او هرمنوتیک ساختارشکنانه‌ای را توسعه داده است که آن را هرمنوتیک رادیکال می‌نامد، که به شدت تحت تأثیر افکار فیلسوف فرانسوی ژاک دریدا است. علاوه بر این، کاپوتو رویکردی متمایز به دین ایجاد کرده است که آن را الهیات ضعف خدا می‌نامد. مهمترین کار اخیر او در رد اتهامات نسبی‌گرایی علیه ساختارشکنی است. او نشان می‌دهد ساختارشکنی در پی تأیید بی‌قید و شرط برخی ادعاهای اخلاقی و سیاسی سازماندهی شده است.
کاپوتو علاقه خاصی به رویکردهای قاره‌ای به فلسفه دین دارد. برخی از ایده‌هایی که کاپوتو در آثارش بررسی می‌کند عبارتند از: «دین بدون دین» ژاک دریدا، «چرخش الهیاتی» که در پدیدارشناسی اخیر فرانسه توسط ژان لوک ماریون و دیگران صورت گرفته است، نقد هستی شناسی، گفتگوی فلسفه معاصر با آگوستین و پولس و همچنین متافیزیک و عرفان قرون وسطی. کاپوتو در گذشته دوره‌هایی را در مورد سورن کی‌یرکگور ، فردریش نیچه ، ادموند هوسرل ، مارتین هایدگر ، امانوئل لویناس ، ژیل دلوز و ژاک دریدا تدریس کرده است.
کاپوتو از سال 1968 تا 2004 در دانشگاه ویلانوا به تدریس فلسفه پرداخت. او در سال 1993 به عنوان استاد فلسفه در دانشگاه ویلانوا به عنوان صاحب کرسی دیوید آر کوک منصوب شد. کاپوتو همچنین صاحب کرسی توماس جی واتسون در دانشگاه سیراکیوز بود که از سال 2004 تا زمان بازنشستگی در سال 2011 در هر دو گروه فلسفه و دین تدریس کرد. او استاد ممتاز دانشگاه ویلانوا و دانشگاه سیراکوز است و به نوشتن و سخنرانی در ایالات متحده و اروپا ادامه می دهد. او در انجمن فلسفی آمریکا ، آکادمی دین آمریکا ، انجمن پدیدارشناسی و فلسفه وجودی فعال است و ریاست هیئت سردبیران مجله نظریه فرهنگی و دینی را بر عهده دارد.

## کتابشناسی

### فارسی
از میان کتاب‌های کپوتو تنها سه عنوان به فارسی برگشته است:
- اینک دین: سرشت ایمان در عصر مدرن، مرضیه سلیمانی (ترجمه)، نشر علم.[۴]
- واپسین گام ایمان: نقدها و تاملاتی درباره الاهیات ناظر به مرگ خدا. مرضیه سلیمانی (ترجمه). نشر علم (۱۳۹۰).[۵]
- چگونه کیرکگور بخوانیم، صالح نجفی (ترجمه). نشر نی.[۶][۷]

### انگلیسی
- (1978) The Mystical Element in Heidegger's Thought (Ohio University Press)
- (1982) Heidegger and Aquinas (Fordham University Press)
- (1986) The Mystical Element in Heidegger's Thought (Fordham University Press paperback with a new "Introduction")
- (1987) Radical Hermeneutics: Repetition, Deconstruction and the Hermeneutic Project (Indiana University Press)
- (1993) Against Ethics - Contributions to a Poetics of Obligation with Constant Reference to Deconstruction (Indiana University Press)
- (1993) Demythologizing Heidegger (Indiana University Press)
- (1997) The Prayers and Tears of Jacques Derrida (Indiana University Press)
- (1997) Deconstruction in a Nutshell: A Conversation with Jacques Derrida, ed./auth. (Fordham University Press)
- (2000) More Radical Hermeneutics: On Not Knowing Who We Are (Indiana University Press)
- (2006) Philosophy and Theology (Abingdon Press)
- (2006) The Weakness of God (Indiana University Press)
- (2007) What Would Jesus Deconstruct?: The Good News of Postmodernism for the Church (Baker Academic)
- (2013) The Insistence of God: A Theology of Perhaps (Indiana University Press)
- (2014) Truth [Philosophy in Transit] (Penguin)
- (2015) Hoping Against Hope: Confessions of a Postmodern Pilgrim (Fortress Press)
- (2015) The Folly of God: A Theology of the Unconditional (Polebridge Press)
- (2018) Hermeneutics: Facts and Interpretation in the Age of Information (Pelican)
- (2018) The Essential Caputo: Selected Writings, ed. B. Keith Putt (Indiana University Press)
- (2019) Cross and Cosmos: A Theology of Difficult Glory (Indiana University Press)
- (2020) In Search of Radical Theology: Expositions, Explorations, Exhortations (Fordham University Press)
- (2021) The Collected Philosophical and Theological Papers, Volume 3 [1997-2000]: The Return of Religion, ed. Eric Weislogel (John D. Caputo Archives)
- (2022) The Collected Philosophical and Theological Papers, Volume 1 [1969-1985]: Aquinas, Eckhart, Heidegger: Metaphysics, Mysticism, Thought, ed. Eric Weislogel (John D. Caputo Archives)
- (2022) Specters of God: An Anatomy of Apophatic Imagination (Indiana University Press)
- (2022) The Collected Philosophical and Theological Papers, Volume 2 [1986-1996]: Hermeneutics and Deconstruction, ed. Eric Weislogel (John D. Caputo Archives)
- (2023) The Collected Philosophical and Theological Papers, Volume 4 [2001-2004]: Continental Philosophy of Religion, ed. Eric Weislogel (John D. Caputo Archives)
- (2023) What to Believe? Twelve Brief Lessons in Radical Theology (Columbia University Press)
- (2024) The Collected Philosophical and Theological Papers, Volume 5 [2005-2007]: Coming Out as a Theologian, ed. Eric Weislogel (John D. Caputo Archives)